# Senna benitoensis
Senna benitoensis är en ärtväxtart som först beskrevs av Nathaniel Lord Britton och William M. Wilson, och fick sitt nu gällande namn av Howard Samuel Irwin och Rupert Charles Barneby. Senna benitoensis ingår i släktet sennor, och familjen ärtväxter. Inga underarter finns listade i Catalogue of Life.